# Hansa-Lloyd Trumpf-Aß
Der Hansa Trumpf-Aß ist ein Oberklassefahrzeug der Hansa-Lloyd-Werke in Bremen-Hastedt und Varel.

## Geschichte
Im Herbst 1923 stellte Hansa-Lloyd den Trumph-Aß 16/80 PS als Prototyp vor. Es wäre damals der erste deutsche PKW mit Achtzylindermotor gewesen, wäre er damals schon in Serie gefertigt worden. Er hatte einen Motor mit einem Block aus Aluminium, dessen obenliegende Nockenwelle von einer Königswelle angetrieben wurde. Als einer der ersten Wagen in Deutschland bot er Linkslenkung und Bremsen für alle 4 Räder. Bei der Berliner Automobil-Ausstellung im Dezember 1924 wurde über das Fahrzeug mit 8-Zylinder-Motor berichtet,  der neue Prototyp aber nicht gezeigt.
Erst ab 1926 wurde der Trumpf-Aß in Serie gefertigt, und zwar als Modell 18/100 PS und nur in geringer Stückzahl. Somit war Horch den Hansa-Lloyd Werken beim Bau des ersten deutschen Serien-Achtzylinders zuvorgekommen.
1927 ersetzte das Modell 20/100 PS mit vergrößertem Motor den 18/100 PS. 1928 und nochmals 1929 wuchs der Radstand um 90 mm, bzw. 110 mm. 1930 ließ Carl Friedrich Wilhelm Borgward, der die marode Hansa-Lloyd inzwischen aufgekauft hatte, die Fertigung des großen Achtzylinders ersatzlos einstellen. Bis dahin nicht verkaufte Fahrzeuge wurden 1931 als Hansa Imperator noch abverkauft.

## Motor, Getriebe und Fahrwerk

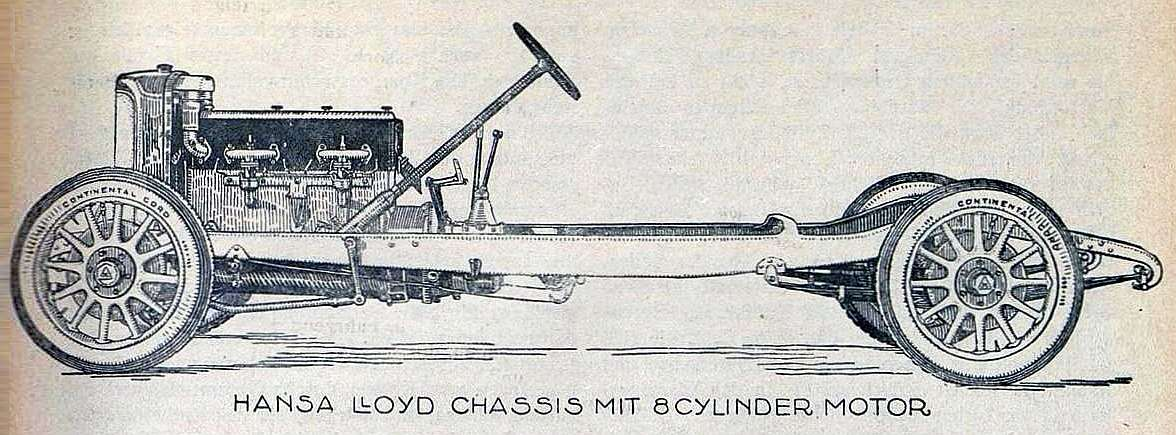
Hansa-Lloyd Chassis 8-Zylinder (1924)

Der Wagen hatte zunächst einen Achtzylinder-Reihenmotor eigener Konstruktion mit einer Leistung von 74 kW (100 PS) bei 3000/min. Mit einer Bohrung von 80 mm und einem Hub von 115 mm hatte er einen Hubraum von 4640 cm³. Die hängenden Ventile wurden von einer obenliegenden Nockenwelle über Kipphebel betätigt, die ihrerseits durch eine Königswelle angetrieben wurde.
Die größeren Motoren der Nachfolger ab 1927 hatten einen Hubraum von 5220 cm³ (Bohrung × Hub = 85 mm × 115 mm) und boten die gleiche Leistung wie ihr Vorgänger. Auch diese Motoren waren mit hängenden Ventilen, obenliegender Nockenwelle und Königswelle ausgestattet.
Die Höchstgeschwindigkeit des Trumpf-Aß 18/100 PS lag bei 110 km/h, die Nachfolger erreichten 120 km/h.
Alle Modelle hatten unsynchronisierte Dreiganggetriebe mit Schalthebel in der Wagenmitte (Knüppelschaltung). Angetrieben wurden die Hinterräder.
Beide Achsen aller Trumpf-Aß waren Starrachsen an halbelliptischen Längsblattfedern, die der Hinterachse waren von unten an der Achsbrücke montiert (Underslung). Die Betriebsbremse wirkte mechanisch auf alle vier Räder, die Handbremse auf die Hinterräder. Die Wagen waren mit Schmiernippeln ausgestattet.

## Karosserien
Alle Trumpf-Aß waren als siebensitzige Tourenwagen (von Karmann), viertürige Pullman-Limousinen oder viertürige Cabriolets erhältlich; die Türen waren vorne angeschlagen. Alle Karosserien hatten einen senkrecht stehenden Kühlergrill zwischen den einzeln stehenden Scheinwerfern und eine senkrecht stehende Windschutzscheibe.